# Tahmures

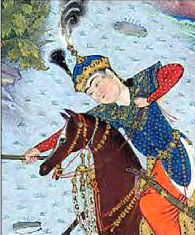
Tahmures in de Shahnama van Shah Tahmasp

Tahmures is een sjah uit de Shahnameh van de dichter Ferdowsi uit de 10e eeuw. Tahmures is de zoon van Hushang, de zoon van Siamak, de zoon van Gayomard en de vader van Jamshid. Hij staat bekend als de 'Overwinnaar van de Demonen'.
Tahmures leert de mensen schapen scheren, kleding maken en tapijten weven. Hij selecteert de lynx, cheetah, havik en valk en traint hen als jagers. Shahrab is zijn vizier. Dan verzamelen alle demonen en tovenaars zich in één groot leger onder leiding van de zwarte demon. Tahmures neemt het tegen hen op en verslaat twee derde van de demonen met een bezwering en een derde met zijn knuppel. Hij sleurt hen gewond en geketend door het stof en zij smeken voor hun leven: "Dood ons niet, we kunnen je iets leren dat nieuw en zeer voordelig is." Op voorwaarde dat ze hem hun geheimen leren spaart hij hun levens. De demonen leren Tahmures de schrijfkunst in bijna dertig varianten: waaronder het Westerse, Arabische, Perzische, Soghdiaanse, Chinese en Pahlavi-schrift. Na dertig jaar sterft Tahmures.